# URO VAMTAC
El URO VAMTAC (Vehículo de Alta Movilidad Táctico) es un vehículo todoterreno de tracción a las cuatro ruedas destinado principalmente al ámbito militar y fabricado por la empresa española UROVESA en Santiago de Compostela. Basándose en el concepto del Humvee estadounidense, aunque con tecnología más evolucionada al estar desarrollado quince años después de este, actualmente es el vehículo de dotación de las Fuerzas Armadas Españolas.

## Historia

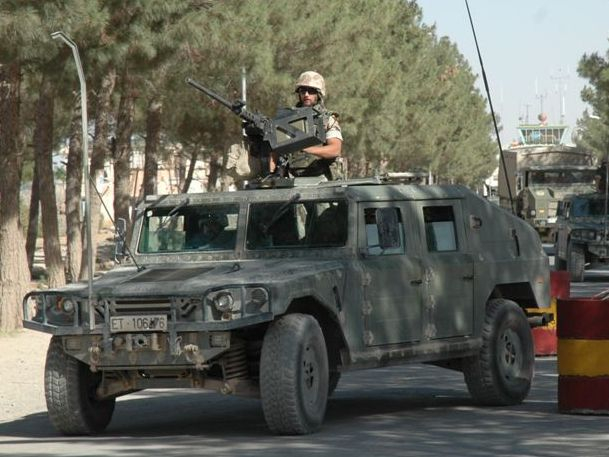
Un vehículo VAMTAC del Ejército de Tierra de España en Herat, Afganistán, en 2005.

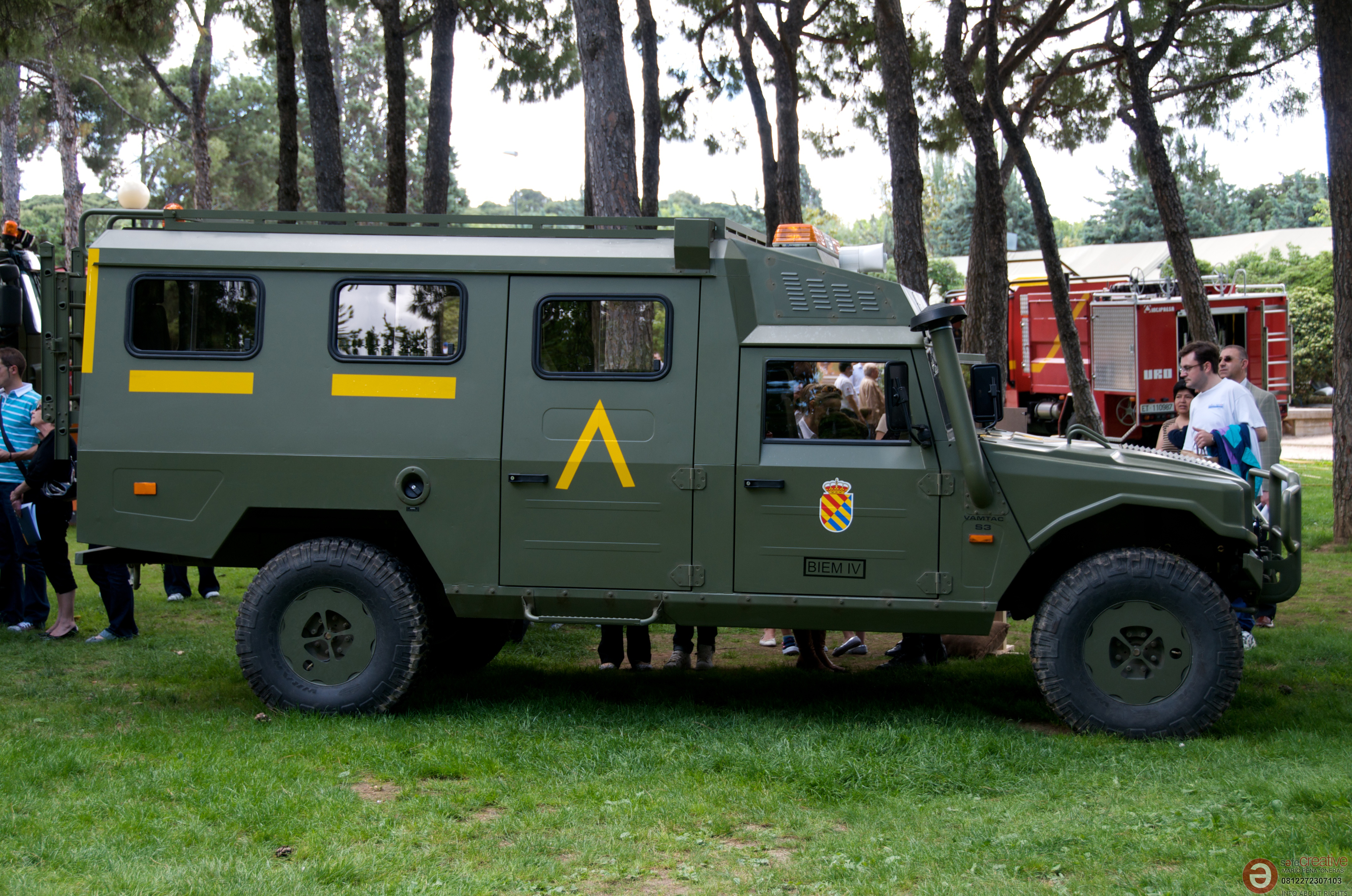
URO VAMTAC de la Unidad Militar de Emergencias.

Su fabricación en serie comenzó en el año 1998. Desde entonces, ha venido incorporando constantes mejoras, pasando de los modelos Rebeco (1998-2003) y S3 (2004-2010), hasta llegar a la versión actual, el VAMTAC ST5, que se fabrica desde 2013 y aporta más capacidad de carga y mejores posibilidades de adaptación a equipos y blindajes diversos.
En enero de 2012 el Ministerio de Defensa, a través de su órgano central de compras, la  Dirección General de Armamento y Material (DGAM), inició el procedimiento para adquirir vehículos de nueva generación que renueven la flota VAMTAC. En junio del 2012 se presentó en el salón Eurosatory (París) su nuevo VAMTAC 3.5, un vehículo 4x4 “con prestaciones todo terreno muy elevadas” similares a las del VAMTAC original aunque con menor capacidad de carga. En 2020 se anunció la adquisición de 663 VAMTACs para varias unidades de las Fuerzas Armadas de España.

## Características

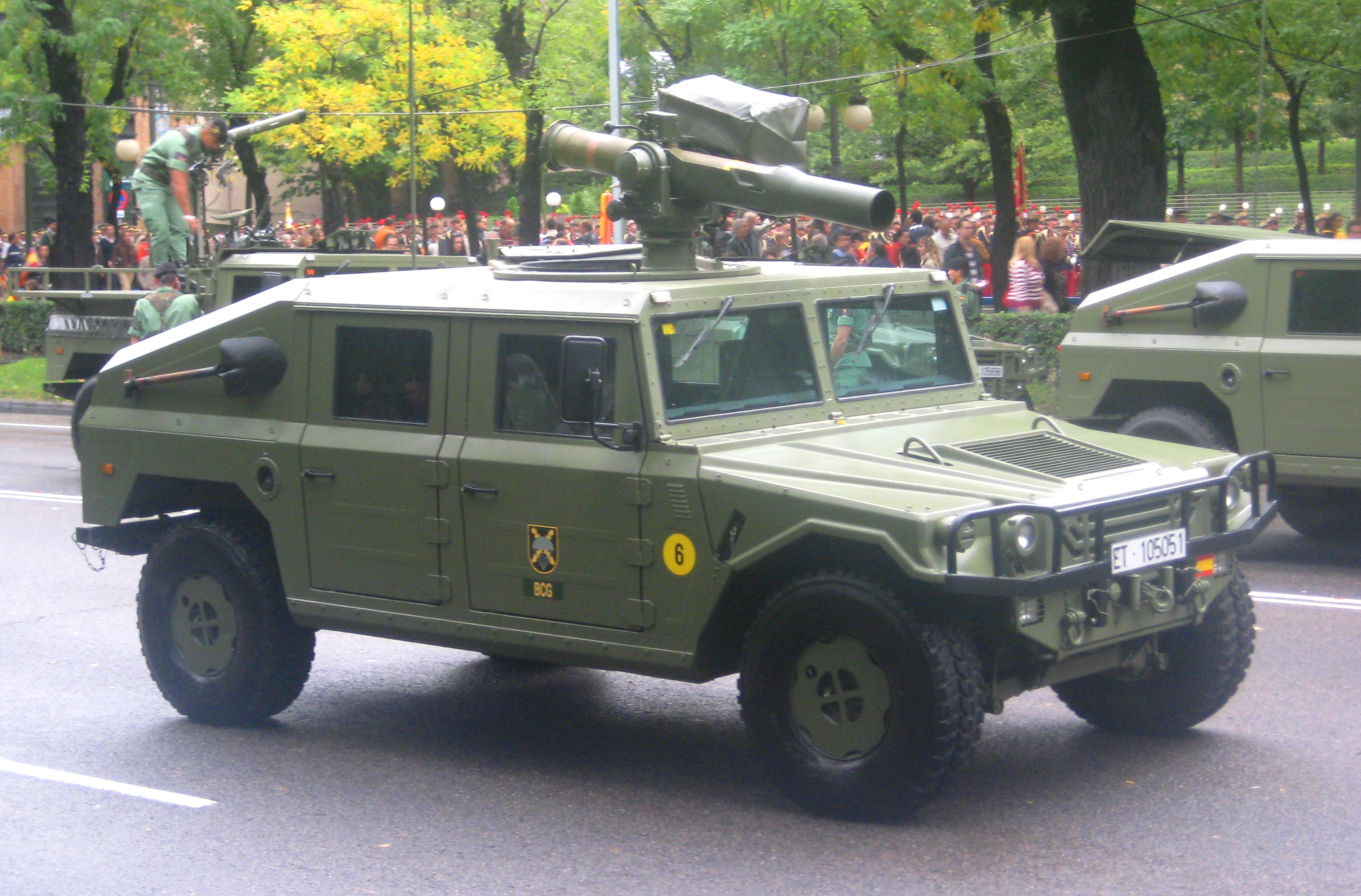
Un URO VAMTAC de la BRIPAC con un lanzamisiles BGM-71 TOW 2A.

Sus prestaciones todo terreno y sus características de alta movilidad le proporcionan una extraordinaria capacidad para moverse a grandes velocidades por zonas muy abruptas y a plena carga. El VAMTAC ha estado en servicio en zonas como Afganistán, Irak, Kósovo, República Democrática del Congo o Líbano, bajo utilización de las Fuerzas Armadas de España o de otras como Portugal, Rumanía y Marruecos.
Sus aplicaciones civiles se centran en actividades contra incendios y protección civil, así como policiales y de seguridad. La empresa familiar Narval Archivado el 3 de septiembre de 2017 en Wayback Machine., especializada en la distribución y logística frigorífica, tuvo entre su flota de vehículos este modelo de uso militar adaptado a la logística frigorífica de Narval, para hacer llegar el servicio a las estaciones de alta montaña como Sierra Nevada.

### Variantes
- URO VAMTAC I3 (inicialmente designados URO VAMTAC T3)
- URO VAMTAC S3 (inicialmente T5)
- URO VAMTAC S3 BLINDADO
- URO VAMTAC ST5 BN1/BN2/BN3
- URO VAMTAC SK: Derivado del modelo ST5.

El nuevo S3 blindado cuenta con protección balística de hasta nivel 3, basada en una cápsula de supervivencia para la tripulación de tipo modular, dotada de Spall-liners interiores, planchas de acero balístico, cristales blindados con marco y placas exteriores de cerámica. Además cuenta con protección contra minas y cargas explosivas improvisadas IED conseguido gracias a su estructura antideformación, un difusor de acero inferior en forma de V, elementos de absorción de la onda expansiva, suelo elevado con manta antiminas, puertas con difusor antideformación, cierres de seguridad, asientos especiales con reposacabezas, apoya pies y cinturones de seguridad.
También puede incluir calefacción, aire acondicionado, aislamiento térmico y acústico, lunas laminadas, limpiaparabrisas eléctrico, escotilla con un afuste o estación de armas de control remoto, barras antivuelco, ruedas run-flat, regulación automática de la presión de los neumáticos (CTIS), sistema antiexplosiones y contra incendios, montajes para cañones de hasta 30 mm, inhibidores, etc.
Con todas estas modificaciones el conjunto alcanza un peso de 8.500 kg, a pesar de lo cual mantiene una excepcional movilidad gracias a que fue dotado de un motor Steyr Euro 3 de 218 CV de potencia (sin las características Euro 3 podría alcanzar hasta 300 CV), acoplado a una transmisión automática Allison con seis velocidades hacia delante y una hacia atrás.

### Aplicaciones
- Ambulancias
- Carga general
- Cisternas
- Comunicaciones
- Furgones
- Mando y control
- Plataformas lanzamisiles
- Porta-armas
- Porta-shelter
- Sistemas de vigilancia
- Transporte de personal

## Operadores

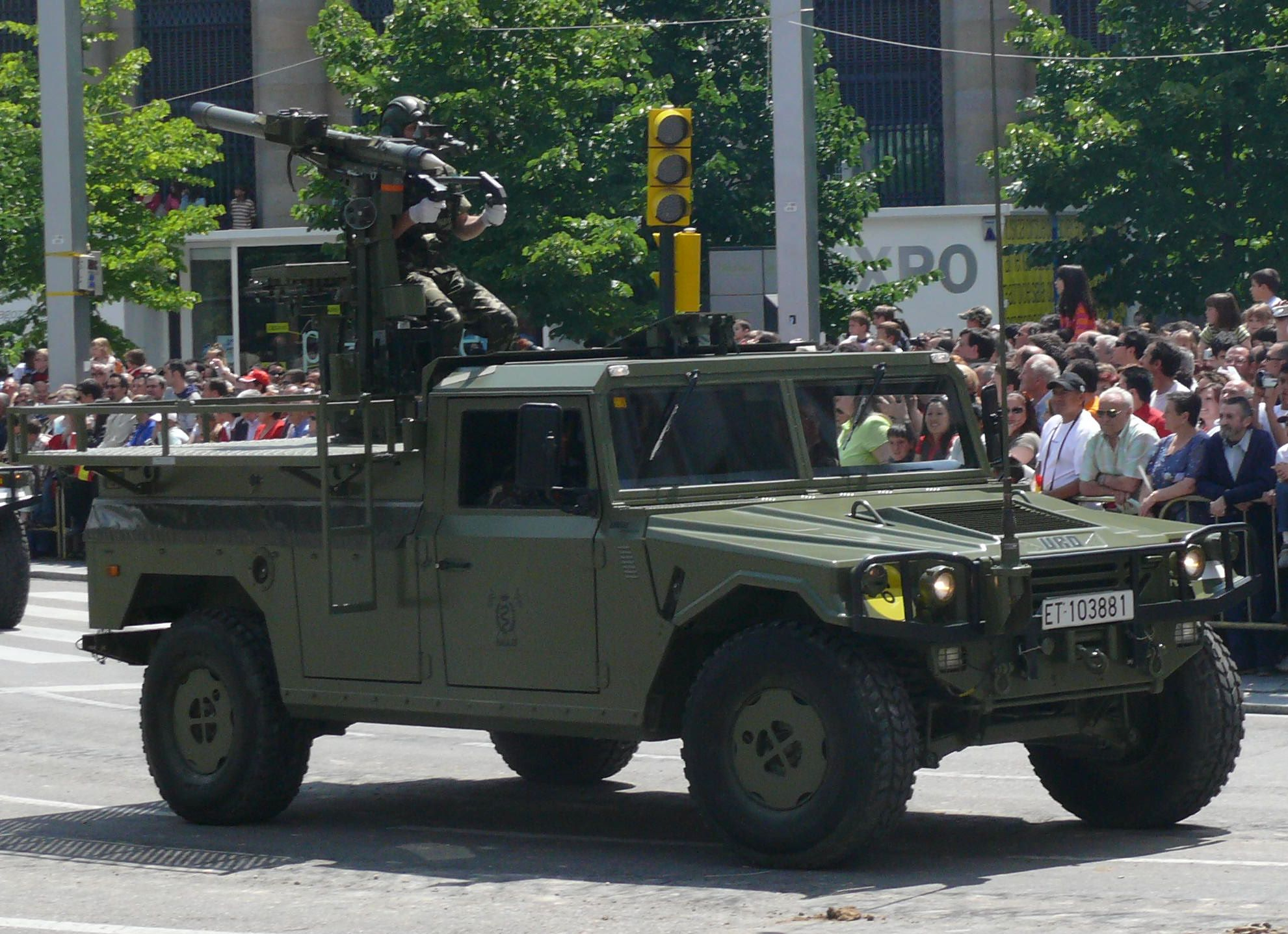
URO VAMTAC del Ejército de Tierra de España portando un misil Mistral.

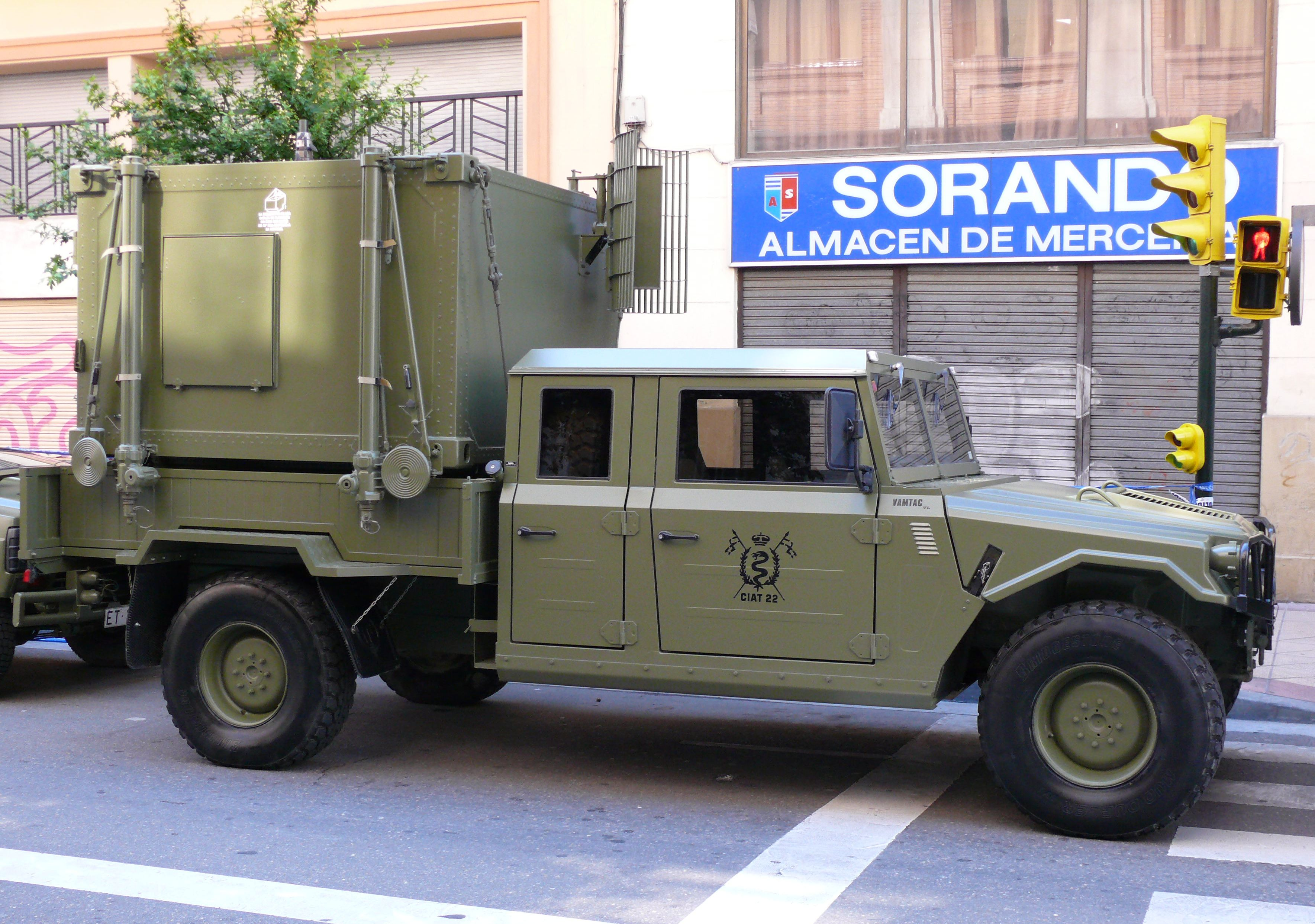
URO VAMTAC porta-shelter del Ejército de Tierra de España para comunicaciones.

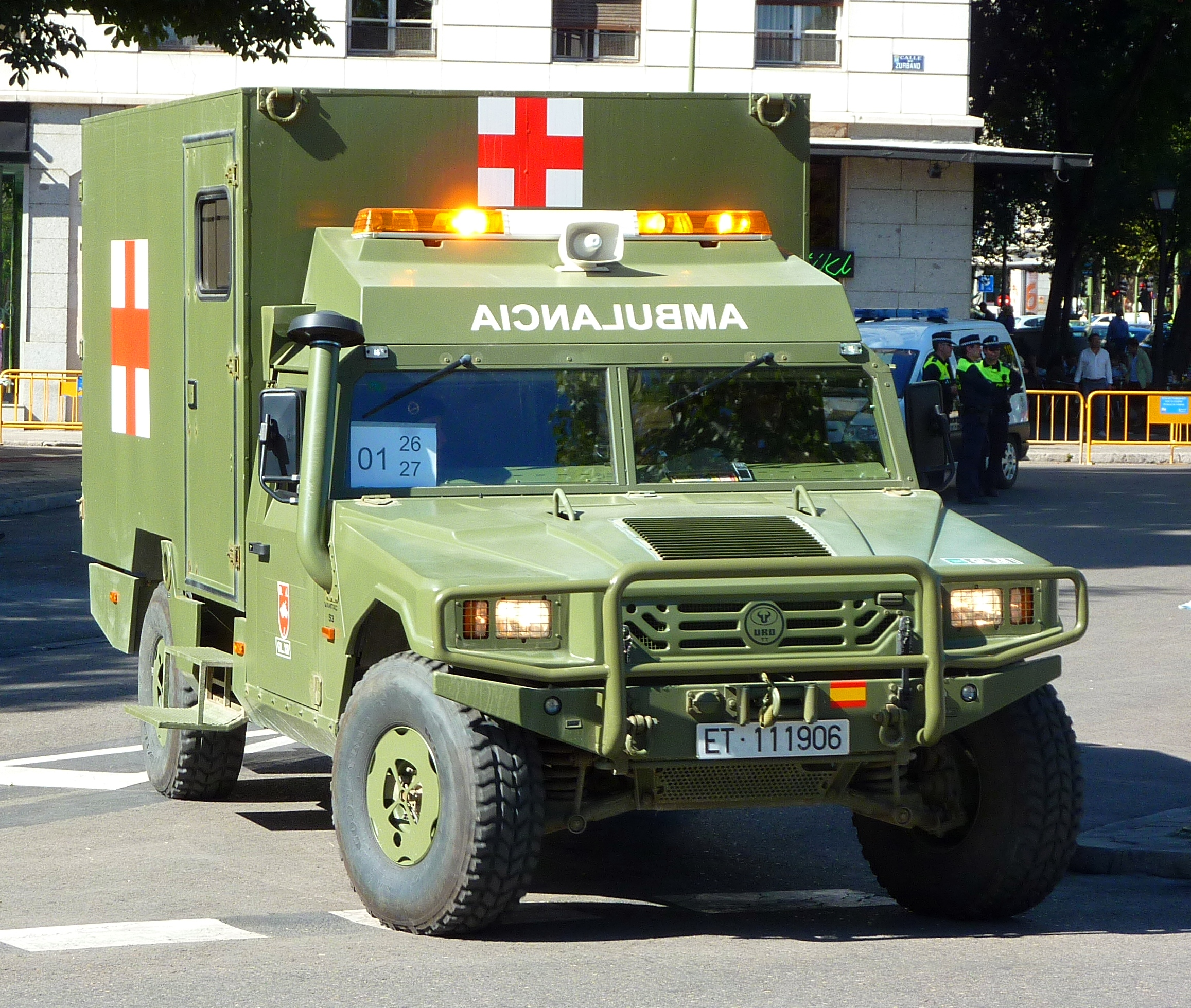
VAMTAC S3 ambulancia del Ejército de Tierra de España.

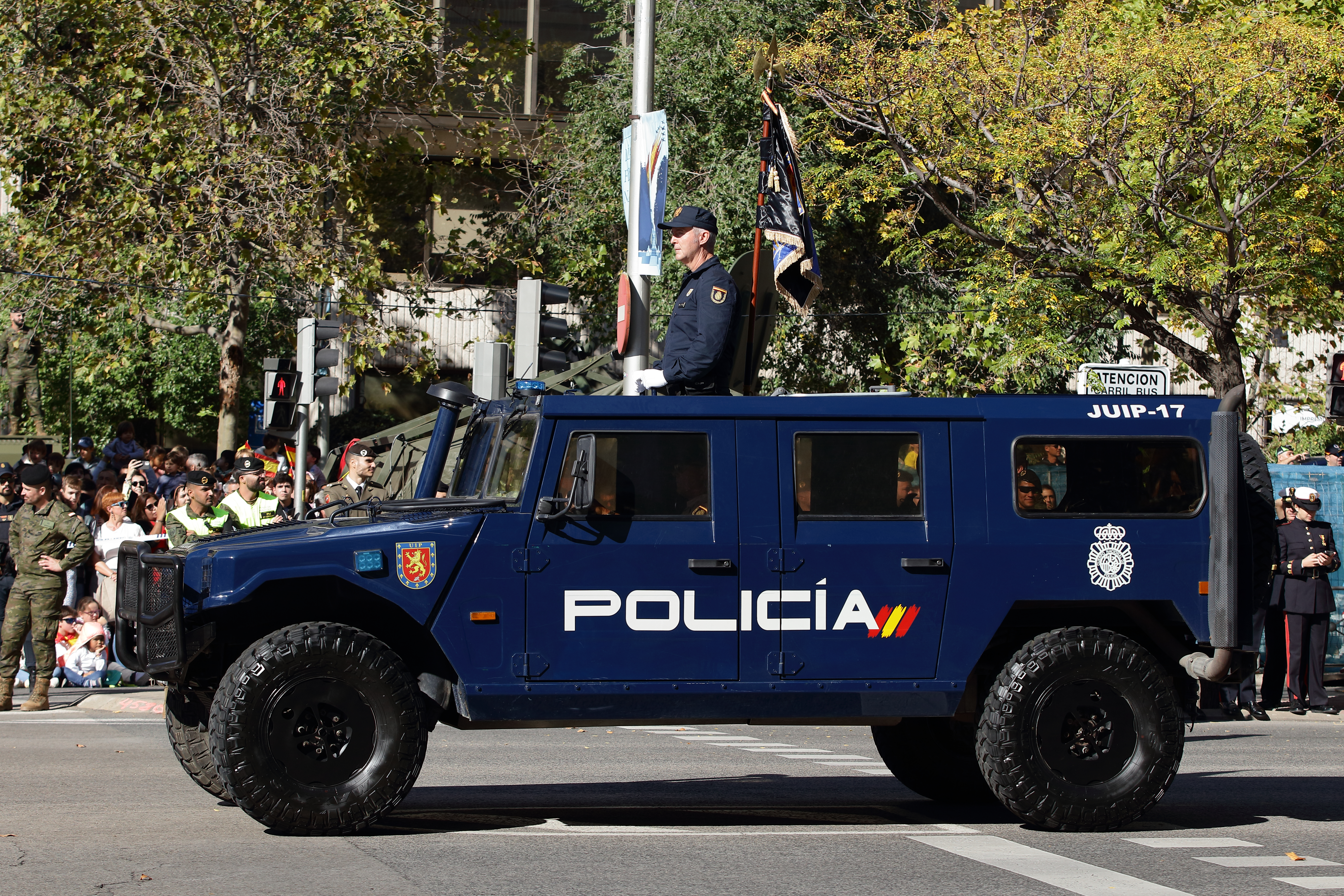
VAMTAC S3 de las Unidades de Intervención Policial (UIP) del Cuerpo Nacional de Policía de España.

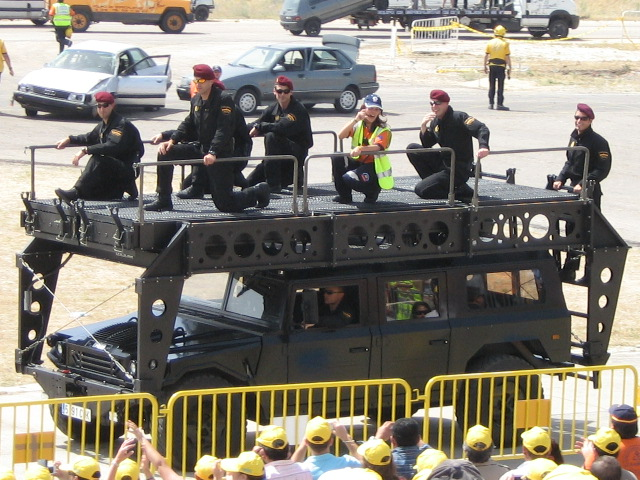
Miembros del Grupo Especial de Operaciones en un URO VAMTAC S3 equipado con un MARS (sistema de rampa móvil ajustable).

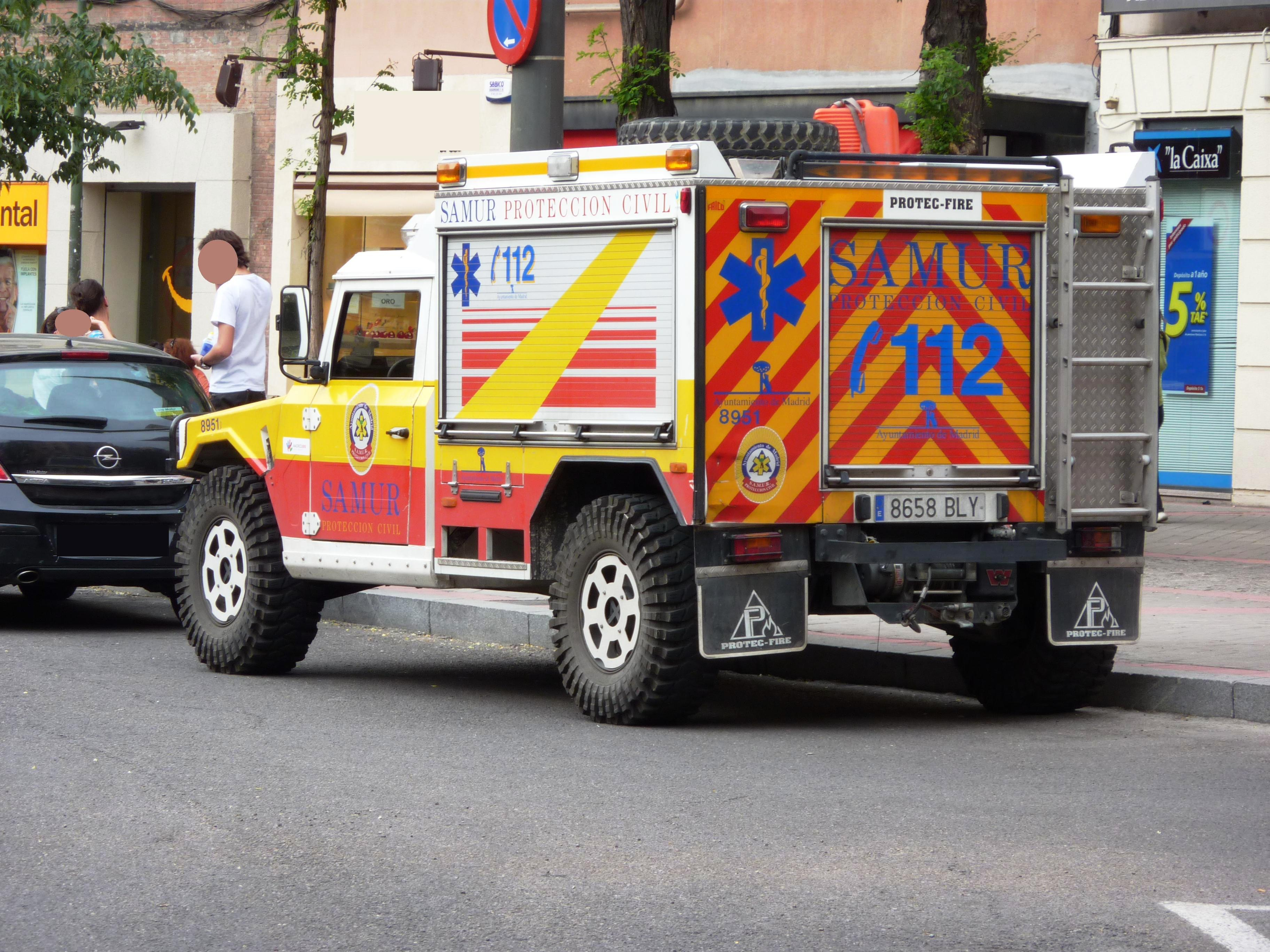
VAMTAC del Samur del Ayuntamiento de Madrid.

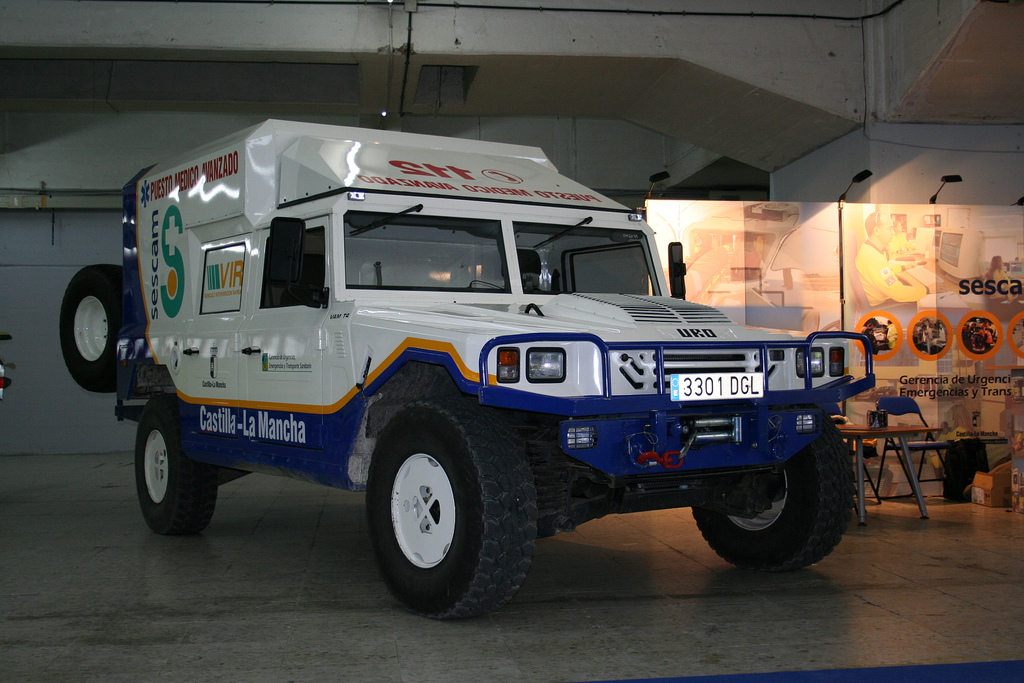
Puesto Médico Avanzado del Servicio de Salud de Castilla-La Mancha.

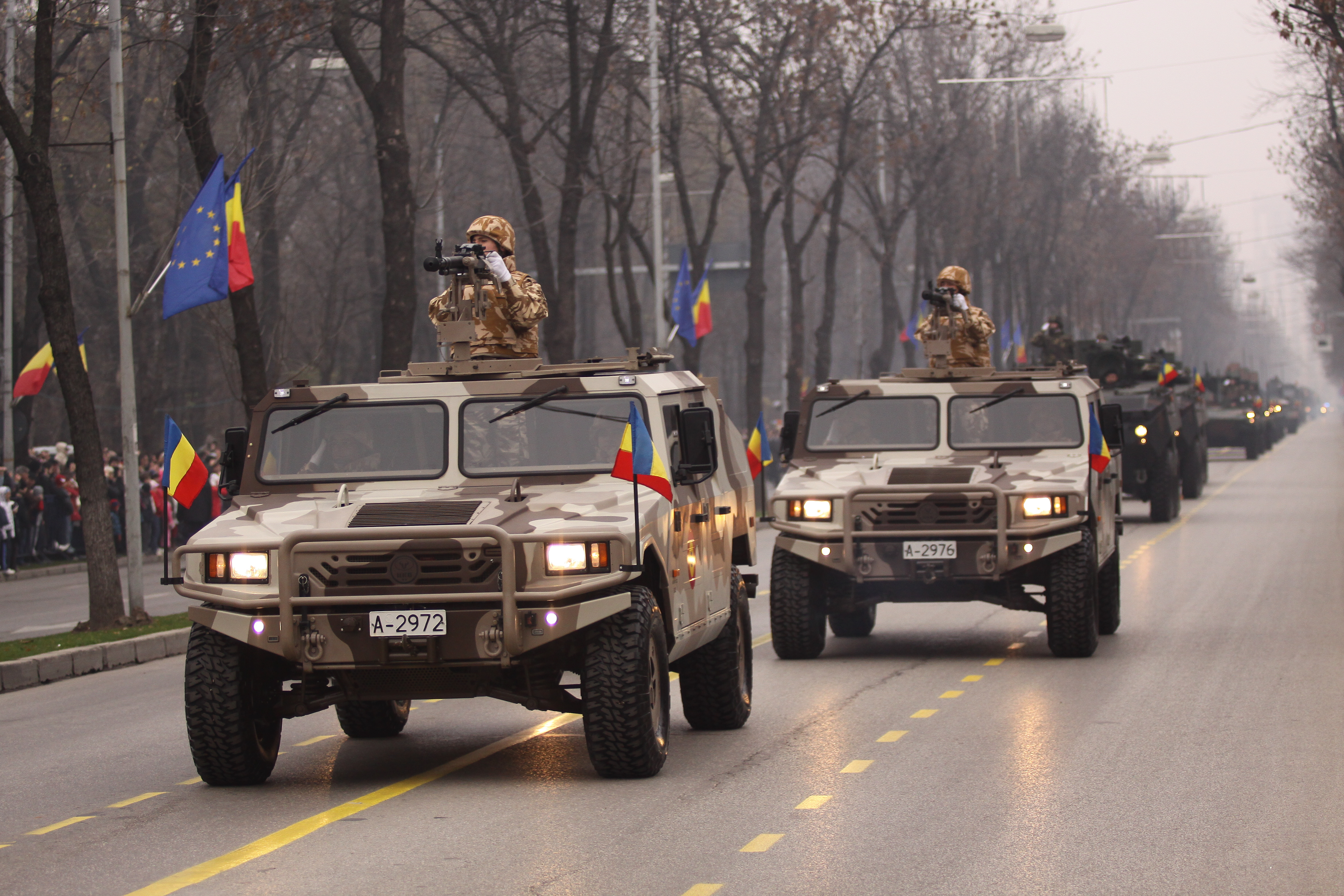
Dos VAMTAC S3 del Ejército de Rumanía.

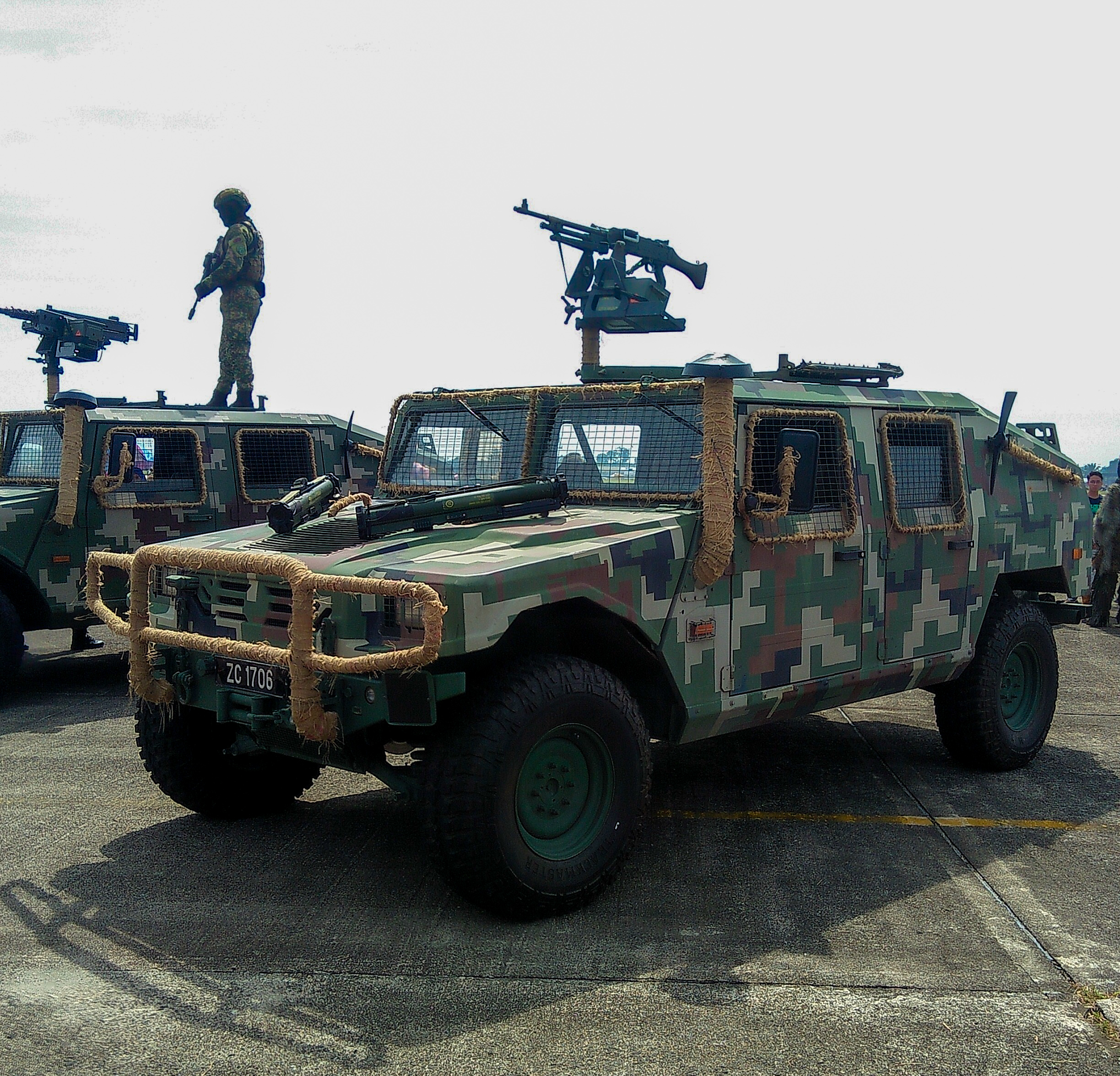
URO VAMTAC del Ejército de Malasia

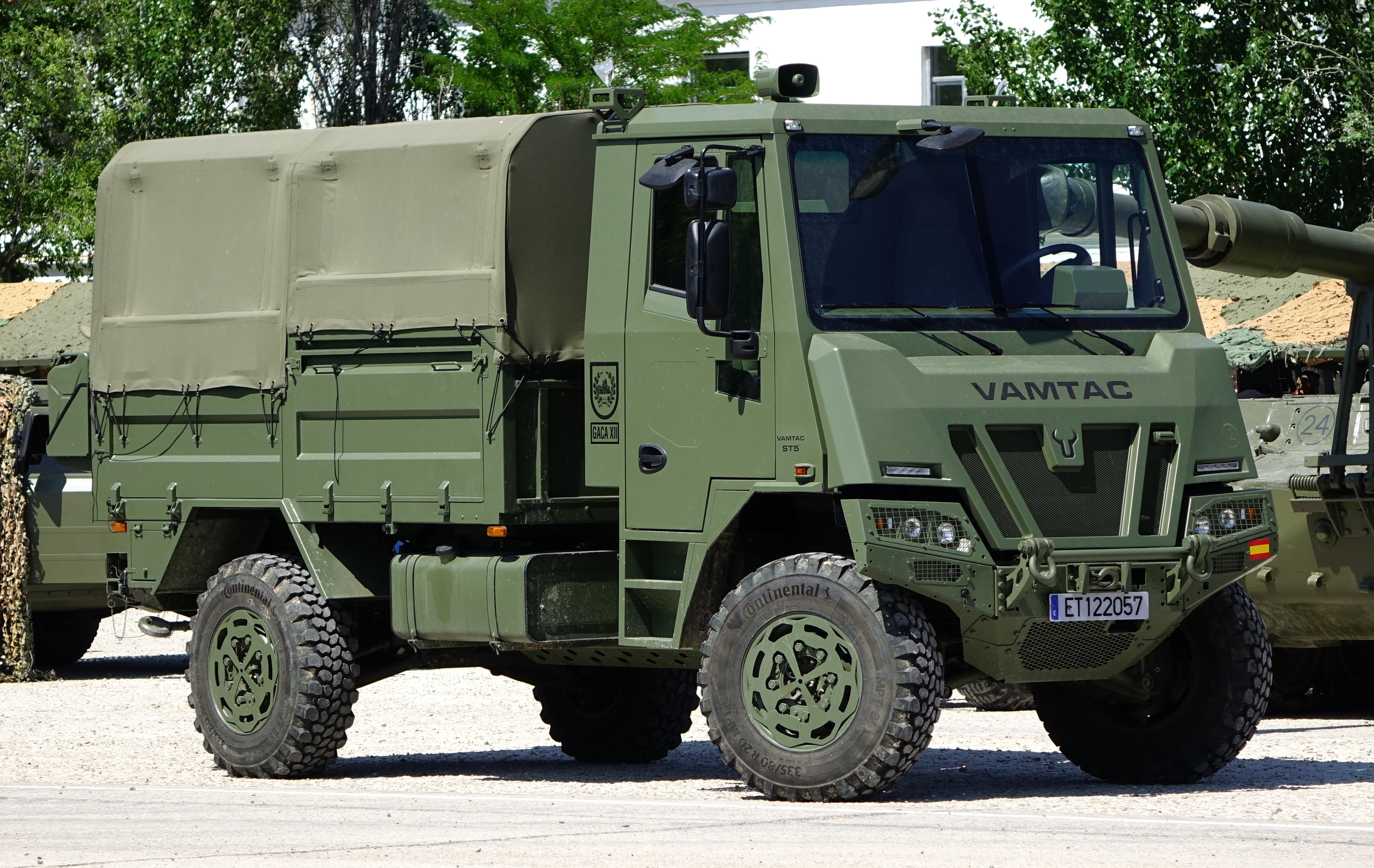
URO VAMTAC SK, en versión camión ligero

### Militares
Arabia Saudita
- 30 VAMTAC solicitados en 2010.[5]

 Bélgica
- Ejército Belga. Para descontaminación NBQ.

 República Dominicana
- Ejército de República Dominicana
- Fuerza Aérea de República Dominicana

 España
- Fuerzas Armadas de España
  - Ejército de Tierra: (aproximadamente 3000); en 1998 se firmó un primer contrato por cinco años que suponía la entrega de unos 1.200 vehículos, de los que aproximadamente el 40% eran de la versión I3 y el resto de la S3. En 2005 se firmó un segundo contrato quinquenal, por otros 900 ejemplares, todos de la versión S3. El 29 de mayo de 2013 se firma un nuevo contrato por 772 vehículos para los tres Ejércitos y la UME.[6] Y en 2020 se anunció la adquisición de hasta 663 más para varias ramas de las FAS, que debería completarse antes de 2025.[7]
  - Ejército del Aire: 76 vehículos.[8]
  - Armada Española: En 2013 se firmó un contrato por cinco años que suponía la entrega de 99 vehículos de la versión S3, aunque se pretenden comprar un total de 280.[9]
  - Unidad Militar de Emergencias: 78 vehículos (incluidos en los del Ejército de Tierra).
- Guardia Civil
  - Unidad Especial de Intervención (UEI)
  - Grupos de Reserva y Seguridad (GRS).

 Ghana
 Indonesia
- Montarán los misiles antiaéreos Starstreak .[11]

 Irak
- 225 VAMTAC ST5 EOD (desactivación de explosivos).[12]

 Malasia
- 109 VAMTAC pedidos el 23 de abril de 2008.[13]

 Marruecos
- 1.600 VAMTAC pedidos en 2006 Marruecos tiene pensado la adquisición de 400 URO VAMTAC.[14]

 Portugal
- 139 VAMTAC ST5 adquiridos para el Ejército Portugués.[15]

 Rumania
- 60 VAMTAC S3 y 2 VAMTAC S3 EOD (desactivación de explosivos).[16]

 Singapur
- Sin determinar el número adquirido (sustituirá al Humvee, jeep y Mercedes Benz MB290).[17]

 Omán
- 100 vehículos (Real Ejército de Omán, Guardia Real de Omán).

 Ucrania
- Un número indeterminado de URO VAMTAC, entre ellos varios ST5 Alakrán, han sido enviados a Ucrania en 2024.

 Nueva Zelanda
- 60 vehículos en total: 40 VAMTAC CK3 y 20 VAMTAC ST5 adquiridos en 2024.
- 60 vehículos VAMTAC ST5 y CK3 encargados en 2024 y que se suministrarán a partir del año 2027. [18] [19]

### Civiles
España
- Cuerpo Nacional de Policía
  - Grupo Especial de Operaciones (GEO): VAMTAC S3.
  - Unidades de Intervención Policial (UIP): VAMTAC S3.
- Algunas unidades de bomberos.
- SAMUR - Protección Civil (Madrid).
- Servicio de Salud de Castilla-La Mancha: Puesto Médico Avanzado.
- Dirección General de Seguridad Ciudadana y Emergencias (Murcia).

 Honduras
- El Cuerpo de Bomberos tiene algunas unidades.

 Venezuela
- Algunas unidades de policía y bomberos.

### En pruebas
Tailandia
- Tienen vehículos VAMTAC en fase de prueba.

 Brasil
- En pruebas

 Irlanda
- Tienen 4 vehículos VAMTAC en pruebas.

 Paraguay
- Tienen 1 vehículo VAMTAC ST5 en pruebas para optar a un programa de adquisición de 100 vehículos.[20]

## Especificaciones técnicas
Motor
- Cilindrada: 3.200 cm³ la versión S3 | 2.998 cm³ la versión I3
- Potencia: 188 CV (DIN) v. S3 | 166 CV (DIN) v. I3
- Par máximo: 410 Nm v. S3 | 380 Nm v. I3
- N.º cilindros: 6 en línea v. S3 | 4 en línea v. I3
- Combustible: Gasoil (diésel)

Caja de cambios
- Tipo: Automática
- Velocidades: 5 adelante + 1 atrás

Caja reductora/transfer
- Velocidades: 2 (carretera + todo terreno)
- Tracción: 4x4 permanente
- Diferencial: bloqueable 100 %

Ejes diferenciales
- Delantero: director y motor, doble reducción tipo pórtico, con bloqueo 100 %.
- Trasero: motor, doble reducción, tipo pórtico, con bloqueo 100%.
- Opcional: sistema automático de bloqueo de los diferenciales.

Suspensión
- Tipo: independiente en las 4 ruedas, muelles helicoidales y amortiguadores, trapecios dobles de alta resistencia.

Frenos
- Accionamiento: hidráulico, doble circuito, sobre discos ventilados en las 4 ruedas.

Ruedas
- Tipo de neumáticos: 37 x 12,5 / R 17,5.
- Opcionalmente: 37 x 12,5 / R 16,5 y 37 x 12,5 / R 17.

Equipo eléctrico
- Tensión nominal: 12 V / 24 V.
- Baterías: 2 unidades de 110 A/H.
- Alternador: 28 V / 80 A. Opcionalmente: 180 A.

Pesos
- En orden de marcha: 3.000 - 3.500 kg (s/ versiones).
- Masa máxima admisible: 5.300 kg (OPC. 5.800 kg).
- Carga máxima: 1.500 - 2.500 kg (s/ versiones).
- Máximo remolcable: 2.000 - 3.500 kg (s/ versiones).

Características todo terreno
- Altura al suelo (bajo eje): 440 mm.
- Altura al suelo (ventral): 490 mm.
- Ángulo de ataque: 74° (con y sin cabrestante).
- Ángulo de salida: 54°.
- Pendiente frontal: 100 % (s/ adherencia).
- Pendiente lateral: 50 %.

Prestaciones
- Capacidad depósito: 110 litros.
- Consumo: 17 litros / 100 km v. S3 | 15 litros / 100 km v. I3.
- Autonomía: más de 600 km.
- Velocidad máxima: 135 km/h v. S3 | 126 km/h v. I3.[21][22]

### Vehículos similares
- Humvee
- GAZ-2975 Tigr
- Tiuna
- URO VAMTAC SK

### Listas relacionadas
- Anexo:Materiales del Ejército de Tierra de España